# Diahogna exculta
Diahogna exculta là một loài nhện trong họ Lycosidae.
Loài này thuộc chi Diahogna. Diahogna exculta được Ludwig Carl Christian Koch miêu tả năm 1876.